# Запокровський
Запокро́вський (рос. Запокровское) — село у складі Калганського району Забайкальського краю, Росія. Входить до складу Шивіїнського сільського поселення.

## Населення
Населення — 10 осіб (2010; 20 у 2002).
Національний склад (станом на 2002 рік):
- росіяни — 100 %